# Jules Laforgue

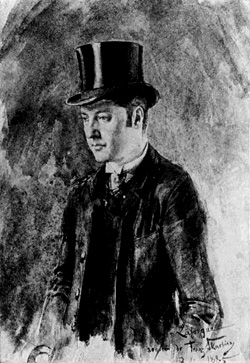
Jules Laforgue

Jules Laforgue (Montevideo, 16 augustus 1860 - Parijs, 20 augustus 1887) was een Frans dichter en symbolist.

## Leven
Laforgue werd als zesjarige met zijn broer onder begeleiding van zijn moeder van Montevideo naar Tarbes in het departement Hautes-Pyrénées gestuurd, waar zijn vader vandaan kwam. Zijn moeder keerde 1867 terug naar Montevideo. In Tarbes leefde Laforgue bij zijn oom en tante en hij bezocht er tussen 1868 en 1875 het lyceum. In 1875 remigreerde zijn familie vanuit Uruguay naar het Franse Tarbes. Eind 1876 vertrok Jules Laforgue naar Parijs om er filosofie te studeren. Nauwelijks een jaar later overleed zijn moeder als gevolg van een moeilijke bevalling.
In 1879 verschenen de eerste gedichten van Laforgue in het literaire tijdschrift L'Enfer, dat te Toulouse verscheen en waarmee hij de aandacht trok van moderne dichters. Andere gedichten volgden in La Guêpe, ook een in Toulouse verschijnend blad. In Parijs sloot hij zich daarop aan bij de literaire kring van de Hydropathes, waar hij kennis maakte met de symbolisten. In 1880 verschenen al zijn eerste gedichten in La Vie Moderne van Paul Bourget.
Op aanraden van Gustave Kahn en na bemiddeling door de criticus en schrijver Paul Bourget, wiens beschermeling Laforgue was geworden, werd Laforgue secretaris van Charles Éphrussi, verzamelaar van impressionistische kunst. Eind 1881 reisde Laforgue naar Berlijn, waar hij voorlezer werd bij de Duitse keizerin Augusta. Hij las gemiddeld twee uur per dag voor. Hier leerde hij de Duitse literatuur kennen, onder andere Heinrich Heine en de filosofie van Arthur Schopenhauer. Ondanks de rijkelijke betaling en de ruimte om zijn eigen belangstelling voorop te stellen, werd Laforgue beheerst door zwaarmoedigheid en verveling. Het lezen van de Duitse Romantici en zijn ziekte versterkten deze gesteldheid, wat duidelijk tot uiting komt in zijn literaire werk.
In Berlijn leerde hij begin 1886 de Engelse Leah Lee kennen. In datzelfde jaar keerde hij terug naar Parijs en trouwde daar met Leah Lee op 31 december. In 1887 overleed hij aan tuberculose. Hij werd begraven op de Cimetière parisien de Bagneux. Zijn vrouw stierf een jaar later eveneens aan tuberculose.

## Werk
De decadentistische Laforgue werkte mee aan verschillende toonaangevende tijdschriften, zoals La Gazette des Beaux Arts, La Revue Indépendante, Le Décadent, La Vogue, Le Symboliste en La Vie Moderne. Met zijn dichtbundels Complaintes (1885) en Derniers vers (in 1890 uitgegeven door zijn vriend Félix Fénéon) oefende hij grote invloed uit en hij werd een van de grootste symbolisten. Het werk L'Imitation de Notre-Dame de la Lune uit 1886 is wellicht zijn meesterwerk. Hij vertaalde het dichtwerk Leaves of Grass van de Amerikaan Walt Whitman in het Frans en publiceerde in 1886 enkele gedichten daaruit in La Vogue van Gustave Kahn. Van 1901 tot 1903 werd het complete werk van Laforgue uitgegeven in drie delen door Mercure de France. Hij inspireerde onder anderen de vernieuwende dichter T.S. Eliot.
- autores.uy: 2229
- Bibsys: 90061519
- Biblioteca Nacional de España: XX1119091
- Bibliothèque nationale de France: cb119106252 (data)
- Catàleg d'autoritats de noms i títols de Catalunya: 981058519966506706
- CiNii: DA01982475
- Digitale Bibliotheek voor de Nederlandse Letteren: lafo004
- Gemeinsame Normdatei: 118778455
- International Standard Name Identifier: 0000 0001 0886 1823
- Library of Congress Control Number: n79099210
- MusicBrainz: c6aeb539-1f32-451b-8613-ef0f862faa96
- Bibliotheek van het Japanse parlement: 00446654
- Nationale Bibliotheek van Tsjechië: jn20000700991
- Nationale bibliotheek van Australië: 35287847
- Nationale Bibliotheek van Israël: 987007273513905171
- Nederlandse Thesaurus van Auteursnamen: 068506821
- Réseau des bibliothèques de Suisse occidentale: 02-A003488953
- LIBRIS: 69613
- SNAC: w6k365xk
- Système universitaire de documentation: 026960168
- Trove: 898551
- Union List of Artist Names: 500320952
- Virtual International Authority File: 34458905
- WorldCat: E39PBJfMk3xyY89J8M7Rc46dwC